# Cuitzeo
Cuitzeo (nom complet : Cuitzeo del Porvenir) est une ville et une municipalité située au Nord de l'État mexicain de Michoacán.